# Kohomologi
Inom matematiken, speciellt inom homologiteori och algebraisk topologi, är kohomologi en allmän term för en följd av abelska grupper definierade från ett visst kokedjekomplex. Kohomologi kan ses som en metod att ge algebraiska invarianter åt ett topologiskt rum med mer raffinerad algebraisk struktur än homologi. Kohomologi uppstår från algebraiska dualiseringen av homologi.

## Historia
Även om kohomologin är en fundamental del av algebraisk topologi förstod man dess vikt först ungefär 40 år efter att man utvecklat homologin.
- 1931 relaterade Georges de Rham homologi och yttre differentiala former och bevisade De Rhams sats. Det här resultatet kan behandlas mer naturligt med hjälp av kohomologi.
- 1934 bevisade Lev Pontryagin Pontryagins dualitetssats, ett resultat om topologiska grupper. I speciella fall berättar satsen om Poincarés dualitet och Alexanders dualitet med hjälp av gruppkaraktärer.
- 1935 vid en konferens i Moskva introducerade Andrej Kolmogorov och Alexander kohomologi och försökte konstruera en produktstruktur för kohomologi.
- 1936 publicerade Norman Steenrod en artikel där han konstruerade Čechkohomologi genom att dualisera Čechhomologi.
- 1945 introducerade Samuel Eilenberg och Steenrod Eilenberg–Steenrods axiom som definierar homologi- eller kohomologiteori. I deras bok Foundations of Algebraic Topology (1952) bevisade de att de existerande homolgi- och kohomologiteorierna satisfierar axiomen.
- 1948 utvecklade Edwin Spanier Alexander–Spaniers kohomologi.

## Kohomologiteorier
- André–Quillenkohomologi
- Begränsad kohomologi
- Bonar–Clavenkohomologi
- BRST-kohomologi
- Čechkohomologi
- Cyclisk kohomologi
- de Rhamkohomologi
- Delignekohomologi
- Dirackohomologi
- Elliptisk kohomologi
- Étalekohomologi
- Galoiskohomologi
- Gel'fand–Fukskohomologi
- Gruppkohomologi
- Harrisonkohomologi
- Hochschildkohomologi
- Icke-abelsk kohomologi
- Kvantkohomologi
- L²-kohomologi
- Liealgebrakohomologi
- Lokal kohomologi
- Monsky–Washnitzerkohomologi
- Motivisk kohomologi
- Schurkohomologi
- Singulär kohomologi
- Snittkohomologi
- Spencerkohomologi
- Topologisk André–Quillenkohomologi
- Topologisk cyklisk kohomologi
- Topologisk Hochschildkohomologi
- Γ-kohomologi